# Adelina plana
Adelina plana är en skalbaggsart som först beskrevs av Fabricius 1801.  Adelina plana ingår i släktet Adelina och familjen svartbaggar. Inga underarter finns listade i Catalogue of Life.